# Netanja
Netanja (hebrejsky נְתַנְיָה, v oficiálním přepisu do angličtiny Netanya) je město v Centrálním distriktu Státu Izrael. Ve městě žije přibližně 217 tisíc obyvatel.

## Geografie
Leží v nadmořské výšce 35 metrů na březích Středozemního moře. Je demografickým centrem Šaronské planiny. Na jižním okraji města ústí do moře vádí Nachal Poleg. Východní okraj Netanje sleduje vádí Nachal Avichajil.
Město je na dopravní síť napojeno soustavou četných dálničních tahů. Jde zejména o severojižní dálnici číslo 2 a z ní k východu odbočující dálnici číslo 57. Obcí prochází pobřežní železniční trať. Nachází se tu železniční stanice Netanja.

## Dějiny

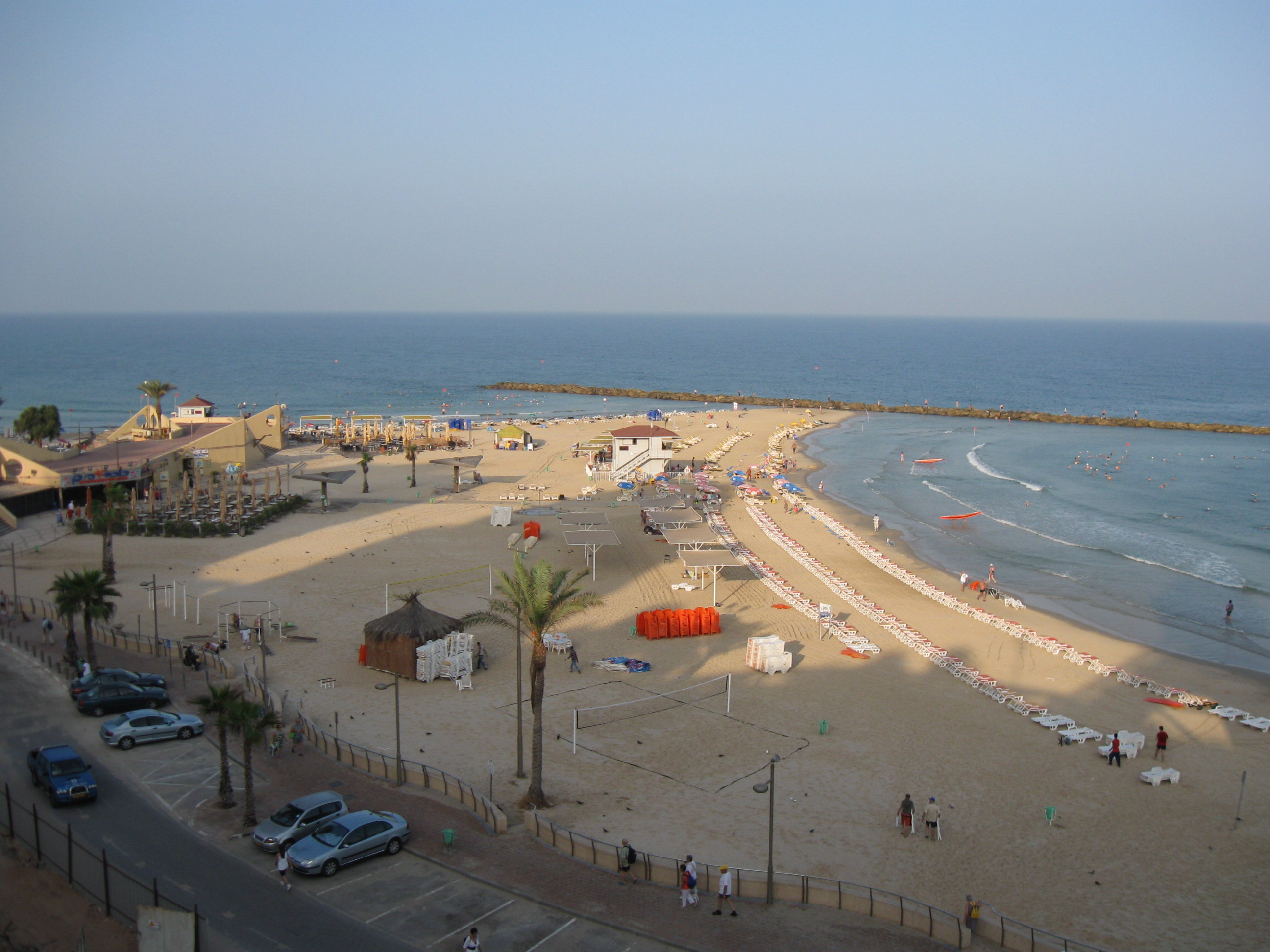
Pláže v Netanji

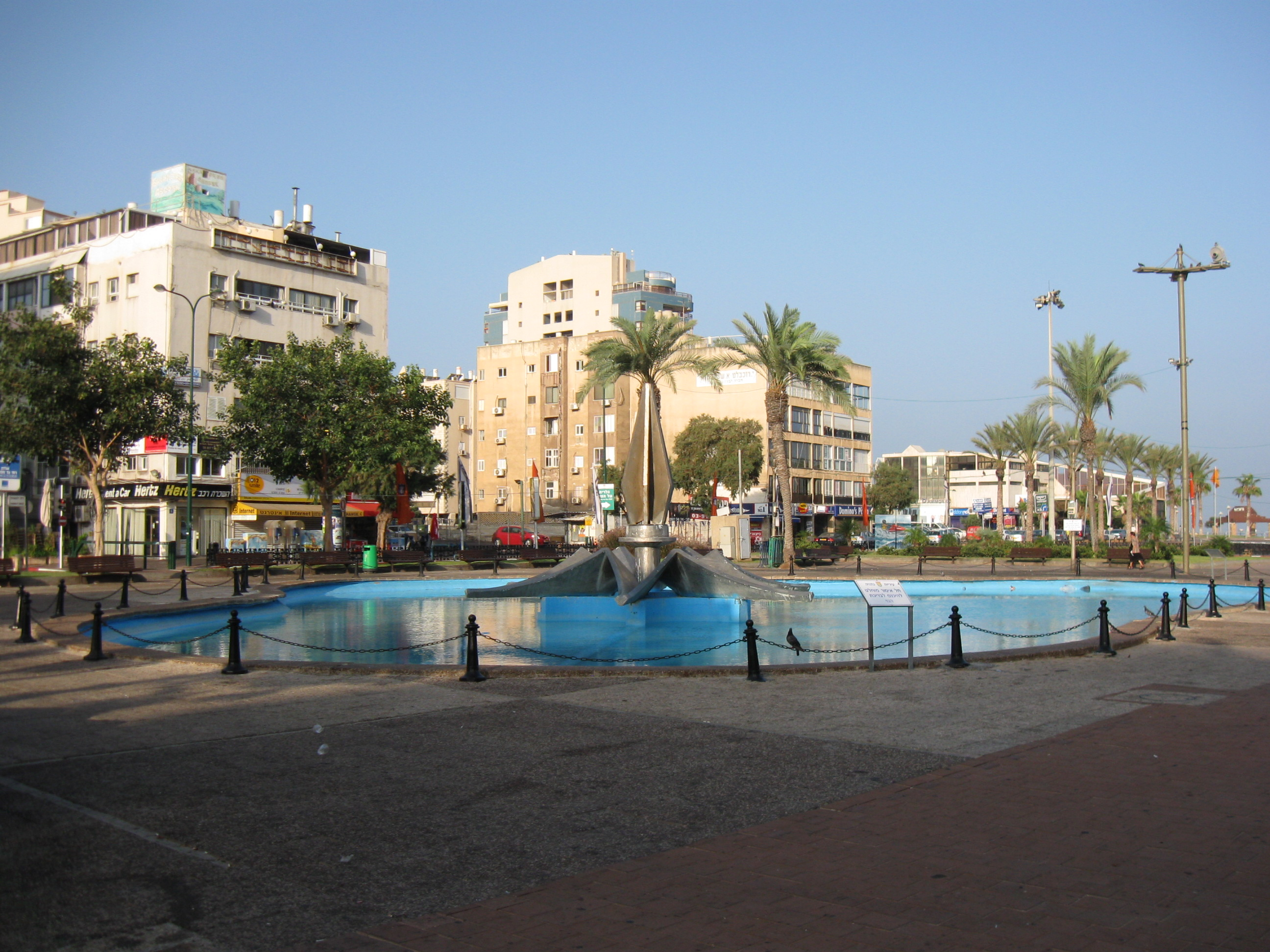
Náměstí Kikar ha-Acma'ut v centru města

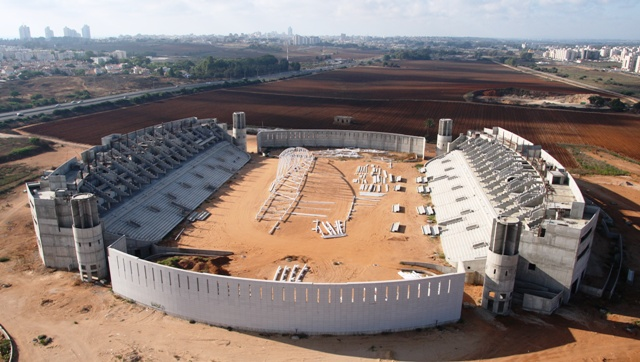
Stadion Netanja ve fázi výstavby v roce 2009

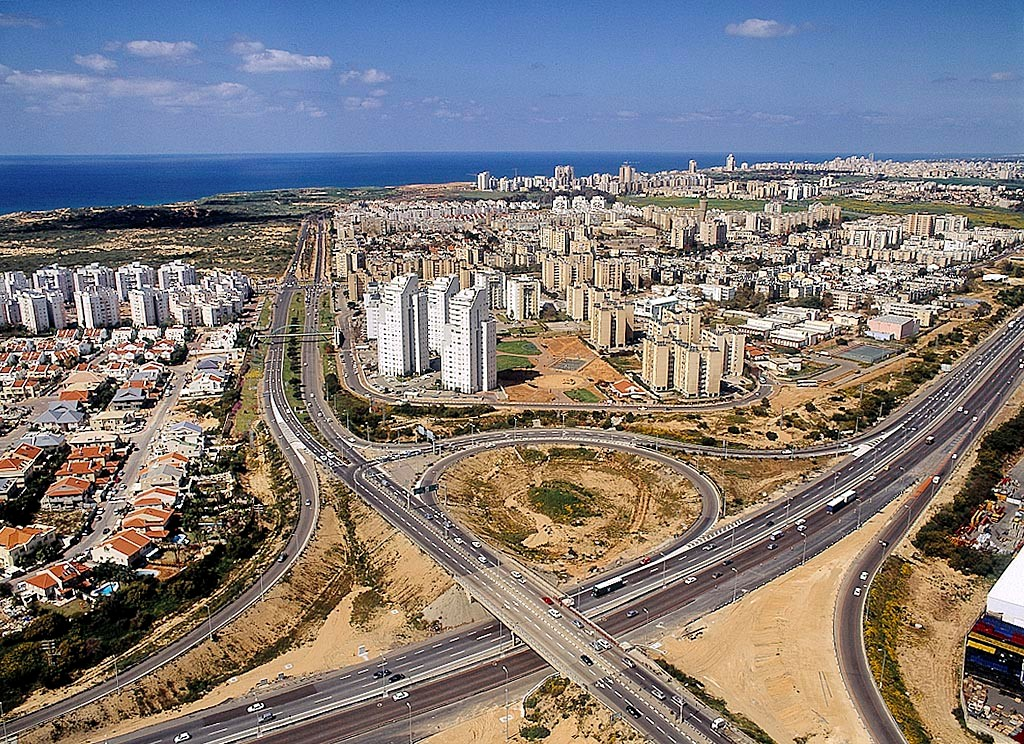
Křižovatka Poleg na jižním okraji města u dálnice číslo 2

Město bylo založeno v roce 1929, podle jiného zdroje 1928. Rozhodnutí zřídit na tomto místě novou židovskou osadu padlo v roce 1926 na zasedání společnosti Bnej Binjamin v nedalekém Zichron Ja'akov. Vedení akce se ujali Oved Ben Ami a Itamar Ben Avi, kteří cestovali po Spojených státech amerických a vybírali od tamních Židů potřebné finanční prostředky. Zamýšlené židovské sídlo pojmenovali po americkém filantropovi Nathanu Straussovi.
V roce 1928 vykoupili Židé první potřebné pozemky od sousední arabské vesnice Umm Chalid. 14. prosince 1928 dorazil na místo osadnický předvoj vedený Moše Šakedem, který zde vykopal studnu. Po dvou měsících se počátkem roku 1929 podařilo narazit na vodní zdroj. 18. února 1929 se sem pak přistěhovalo prvních pět osadníků, kteří pobývali zpočátku ve stanech a okamžitě zahájili obdělávání zdejší půdy. V srpnu bylo ovšem budování osady přerušeno kvůli arabským nepokojům, jež v té době postihly mandátní Palestinu. V září 1929 byly ale práce obnoveny a započala výstavba prvních deseti domů. Následujícího roku se v Netanji otevřena první mateřská škola a obchod, v roce 1931 následovala první škola. Během 30. let 20. století zpracoval britský architekt Holiday územní plán nového města, které bylo od počátku koncipováno se zaměřením na turistický ruch, ale i zemědělskou výrobu a podnikání. Tehdy zde vyrostl první hotel, synagoga (Šonej Halachot), továrna (potravinářský podnik Primazon) a pokračovalo rozrůstání obce o nové čtvrtě Netanja Bet, Ben Cijon, Geva nebo Ejn ha-Tchelet. Poblíž zároveň vyrostly vesnice Kfar Tiomkin (neboli Ramat Tiomkin) a Micpe ha-Jam. K rozvoji obce přispělo i dokončení nového silničního spojení mezi Netanjou a městem Tulkarm roku 1937, čímž se Netanja napojila na pobřežní komunikace. Roku 1939 začal v obci působit průmysl zpracování diamantů (firma Ofir), který se pak stal jedním z hlavních pilířů domácí ekonomiky.
Ve 30. letech 20. století se Netanja se svým rozsáhlým pásem pobřežních pláží stala také častým místem vyloďování ilegálních židovských imigrantů v rámci programu Alija Bet. Netanja byla v té době organizována jako převážně zemědělská, soukromě hospodařící osada typu mošava. Roku 1940 získala status místní rady, tedy malého města s vlastní samosprávou. Prvním starostou se stal Oved Ben Ami. Během 40. let pokračovalo rozrůstání obce, vznikla vesnice Neve Itamar, později přičleněná k Netanji. Od roku 1945 ve městě funguje střední škola a od roku 1946 fotbalový stadion. V následujících letech byla Netanja svědkem vyostřující se nacionální konfrontace mezi Židy a Araby a také britskými úřady. V roce 1947 tu došlo k únosu dvou britských bezpečnostních pracovníků. Zajatci byli zabiti. Akci provedla organizace Ecel jako odvetu za britské represe proti židovských ozbrojeným skupinám. Téhož roku došlo k arabskému přepadení židovského autobusu mířícího z Netanje do Jeruzaléma.
V roce 1948 během války za nezávislost byla Netanja trvale kontrolována židovskými silami (brigáda Alexandroni) a stala se součástí státu Izrael. Po roce 1948 byly k městu připojeny sousední opuštěné arabské vesnice (Umm Chalid, Bajrat Hanun a Tabsur). Netanja se v prosinci 1948 dočkala povýšení na město (tehdy měla 9 tisíc obyvatel).
Po válce se populace města rychle rozrůstala a posiloval se jeho velkoměstský charakter, přičemž původní zemědělské zaměření zcela ustoupilo. Průmysl je ve městě rozdělen do čtyř průmyslových zón. Na jihu města se nachází jediná pobočka společnosti IKEA v Izraeli a hi-tech průmysl. Na ekonomice města se značnou částí podílí rovněž cestovní ruch. Město je totiž díky svým 14 kilometrům pláží velmi populární turistickou destinací. Nachází se zde 19 hotelů s 1452 pokoji. V průměru vytváří 589 pracovních příležitostí. Průměrná obsazenost hotelů byla v roce 2006 celkem 51,7 %. Ve městě funguje od roku 1976 velká Nemocnice Lani'ado.
Dne 27. března 2002 se ve zdejším Park Hotelu odehrál během svátku Pesach teroristický útok (Pesachový masakr), během něhož sebevražedný atentátník z Hamásu zabil 30 lidí. Starostkou města je Mirjam Feirberg.

## Demografie
Podle údajů z roku 2009 tvořili naprostou většinu obyvatel Židé - přibližně 170 700 osob (včetně statistické kategorie „ostatní“, která zahrnuje nearabské obyvatele židovského původu, ale bez formální příslušnosti k židovskému náboženství, přibližně 182 900 osob). Z náboženského hlediska je Netanja přibližně z 50 % tvořena sekulárními Židy. Žije zde však rovněž velké množství chasidů.
Jde o velkou obec městského typu s dlouhodobě rostoucí populací. K 31. prosinci 2015 zde žilo 207 900 lidí. Hustota zalidnění se blíží 7000 osob na kilometr čtvereční. Podle prognózy z roku 2008 by zde v roce 2020 mohlo žít 350 000 lidí.
V roce 2001 žilo ve městě 1546 imigrantů. Podle Izraelského centrálního statistického úřadu (CBS) zde k roku 2001 žilo 78 800 mužů a 84 900 žen. Věkové rozvrstvení obyvatelstva je 31,1 % ve věku mladší 19 let, 15,3 % mezi 20 a 29 lety, 17,2 % mezi 30 a 44 lety, 17,4 % mezi 45 a 59 lety, 4,2 % mezi 60 a 64 lety a 14,9 % starších 65 let. V závislosti na zemi původu obyvatel pochází 63 800 z Evropy a Ameriky, 40 700 z Afriky, 18 100 z Asie a 38 100 z Izraele. 90 200 obyvatel Netanji se narodilo v Izraeli (sabra), zatímco 71 300 se narodilo v zahraničí. Významné procento imigrantů v uplynulých 20 letech tvoří francouzští Židé a Židé ze zemí bývalého Sovětského svazu. Žije zde rovněž malá skupinka etiopských Židů.
V roce 2000 zde žilo 58 897 pracujících a 4 671 osob samostatně výdělečně činných. Průměrná hrubá měsíční mzda v roce 2000 byla 4905 šekelů. Průměrná hrubá měsíční mzda mužů byla 6217 šekelů, zatímco u žen byla 3603 šekelů. Měsíční mzda osob samostatně výdělečně činných byla 56379 šekelů.[zdroj⁠?!] Žije zde 3293 osob pobírajících příspěvky v nezaměstnanosti a 14 963 osob pobírající nějakou formu sociálních benefitů.
| Rok  | Obyvatelé |
| ---- | --------- |
| 1931 | 253       |
| 1948 | 11 589    |
| 1949 | 15 200    |
| 1950 | 23 000    |
| 1951 | 26 000    |
| 1952 | 26 500    |
| 1953 | 28 500    |
| 1954 | 28 500    |
| 1955 | 31 000    |
| 1956 | 33 000    |
| 1957 | 35 700    |
| 1958 | 37 000    |

| Rok  | Obyvatelé |
| ---- | --------- |
| 1959 | 38 400    |
| 1960 | 40 300    |
| 1961 | 43 100    |
| 1962 | 46 200    |
| 1963 | 48 700    |
| 1964 | 52 400    |
| 1965 | 54 600    |
| 1966 | 56 100    |
| 1967 | 57 900    |
| 1968 | 60 100    |
| 1969 | 62 500    |
| 1970 | 65 400    |

| Rok  | Obyvatelé |
| ---- | --------- |
| 1971 | 67 700    |
| 1972 | 70 700    |
| 1973 | 77 500    |
| 1974 | 80 300    |
| 1975 | 82 400    |
| 1976 | 85 700    |
| 1977 | 89 100    |
| 1978 | 92 800    |
| 1979 | 95 900    |
| 1980 | 98 400    |
| 1981 | 99 800    |
| 1982 | 101 700   |

| Rok  | Obyvatelé |
| ---- | --------- |
| 1983 | 102 300   |
| 1984 | 107 200   |
| 1985 | 109 600   |
| 1986 | 112 000   |
| 1987 | 114 400   |
| 1988 | 117 600   |
| 1989 | 120 300   |
| 1990 | 132 200   |
| 1991 | 139 700   |
| 1992 | 141 800   |
| 1993 | 142 700   |
| 1994 | 144 900   |

| Rok  | Obyvatelé |
| ---- | --------- |
| 1995 | 146 078   |
| 1996 | 149 432   |
| 1997 | 152 179   |
| 1998 | 154 934   |
| 1999 | 158 700   |
| 2000 | 161 605   |
| 2001 | 163 706   |
| 2002 | 164 800   |
| 2003 | 167 100   |
| 2004 | 169 400   |
| 2005 | 171 400   |
| 2006 | 173 800   |

| Rok  | Obyvatelé |
| ---- | --------- |
| 2007 | 176 500   |
| 2008 | 180 100   |
| 2009 | 183 200   |
| 2010 | 186 800   |
| 2011 | 189 700   |
| 2012 | 192 200   |
| 2013 | 197 000   |
| 2014 | 202 400   |
| 2015 | 207 900   |
| 2016 | 210 800   |
| 2017 | 214 100   |
| 2018 | 217 200   |

## Partnerská města
- Poděbrady, Česko
- Bournemouth, Spojené království
- Cincinnati, Spojené státy americké (2000)
- Dortmund, Německo
- Gießen, Německo
- Gold Coast, Austrálie
- Nice, Francie
- Sarcelles, Francie
- Siófok, Maďarsko
- Stavanger, Norsko
- Sunny Isles Beach, Spojené státy americké